# Chachani
Il Chachani è il più alto tra i vulcani vicino alla città di Arequipa, nel sud del Perù. Il suo nome in Quechua vuol dire donna, infatti nelle leggende popolari alla montagna vengono attribuiti caratteri femminili.
A causa delle precipitazioni molto scarse la vetta della montagna non ha ghiacciai, e la sua salita non comporta difficoltà e può essere effettuata anche da alpinisti non esperti.
La via normale per la salita in vetta si effettua dal versante nord, dove, grazie ad una strada percorribile con fuoristrada si può essere portati direttamente al campo base a 5200 metri. La salita dura dalle 6 alle 8 ore e non comporta difficoltà.
La sua prima ascensione fu effettuata dal milanese Celestino Usuelli, nel 1901, in condizioni sicuramente meno agevoli delle attuali.